# Cristina Sandu
Cristina Sandu (n. 4 martie 1990, București, România) este o fostă atletă română, specializată în săritură în lungime și triplusalt.

## Carieră
Bucureșteanca s-a apucat de atletism la Școala Nr. 190 din capitală. Prima ei performanță notabilă a fost locul 11 în proba de săritură în lungime la Campionatul Mondial de Juniori din 2005. La ediția din 2007 a ocupat locul patru și la Festivalul Olimpic al Tineretului European de la Belgrad, tot în acel an, a cucerit medalia de aur la triplusalt.
În anul 2009 ea a câștigat medalia de argint la Campionatul European de Juniori de la Novi Sad cu un rezultat de 13,61 m. La Universiada de vară din 2013 a ocupat locul zece la săritura în lungime. Sportiva a reprezentat România la două Campionate Europene (2012 și 2014) și la două Campionate Europene în sală (2011 și 2015). Cel mai bun rezultat a obținut la Campionatul European de Atletism în sală din 2015 de la Praga, locul nouă la triplusalt, cu o săritură de 13,97 m.

## Realizări
| An   | Competiție                                 | Locație            | Loc | Eveniment  | Note    |
| ---- | ------------------------------------------ | ------------------ | --- | ---------- | ------- |
| 2005 | Campionatul Mondial de Juniori (sub 18)    | Marrakech, Maroc   | 11  | lungime    | 5,94 m  |
| 2006 | Campionatul Mondial de Juniori (sub 20)    | Beijing, China     | 20  | lungime    | 5,88 m  |
| 2007 | Campionatul Mondial de Juniori (sub 18)    | Ostrava, Cehia     | 4   | lungime    | 6,19 m  |
| 2007 | Festivalul Olimpic al Tineretului European | Belgrad, Serbia    | 4   | lungime    | 6,00 m  |
| 2007 | Festivalul Olimpic al Tineretului European | Belgrad, Serbia    | 1   | triplusalt | 12,98 m |
| 2008 | Campionatul Mondial de Juniori (sub 20)    | Bydgoszcz, Polonia | 9   | lungime    | 5,99 m  |
| 2008 | Campionatul Mondial de Juniori (sub 20)    | Bydgoszcz, Polonia | 26  | triplusalt | 12,30 m |
| 2009 | Campionatul European de Juniori (sub 20)   | Novi Sad, Serbia   | 5   | lungime    | 6,21 m  |
| 2009 | Campionatul European de Juniori (sub 20)   | Novi Sad, Serbia   | 2   | triplusalt | 13,61 m |
| 2009 | Jocurile Francofoniei                      | Beirut, Liban      | 3   | lungime    | 6,27 m  |
| 2009 | Jocurile Francofoniei                      | Beirut, Liban      | –   | triplusalt | FR      |
| 2011 | Campionatul European în sală               | Paris, Franța      | 14  | lungime    | 6,44 m  |
| 2011 | Campionatul European de Tineret (sub 23)   | Ostrava, Cehia     | –   | lungime    | FR      |
| 2012 | Campionatul European                       | Helsinki, Finlanda | 19  | lungime    | 6,22 m  |
| 2013 | Universiada                                | Kazan, Rusia       | 10  | lungime    | 6,20 m  |
| 2014 | Campionatul European                       | Zürich, Elveția    | 12  | triplusalt | 13,58 m |
| 2015 | Campionatul European în sală               | Praga, Cehia       | 9   | triplusalt | 13,97 m |

## Recorduri personale
| Probă                       | Performanță | Dată              | Locație     |
| --------------------------- | ----------- | ----------------- | ----------- |
| Săritură în lungime         | 6,53 m      | 6 iulie 2009      | Patras      |
| Triplusalt                  | 13,99 m     | 6 iunie 2014      | Cluj-Napoca |
| Săritură în lungime în sală | 6,54 m      | 19 februarie 2011 | București   |
| Triplusalt în sală          | 13,97 m     | 7 martie 2015     | Praga       |